# Arcidiocesi di Madito
L'arcidiocesi di Madito (in latino Archidioecesis Madytensis) è una sede soppressa del patriarcato di Costantinopoli e una sede titolare della Chiesa cattolica.

## Storia

### La sede greca
Madito, identificabile con Eceabat nella penisola di Gallipoli in Turchia, è un'antica sede della provincia romana di Europa nella diocesi civile di Tracia e nel patriarcato di Costantinopoli.
La diocesi è documentata per la prima volta al concilio di Nicea del 787. Nelle sottoscrizioni della definizione di fede conciliare, dopo l'ultima seduta, tra i vescovi suffraganei di Eraclea si trova la firma di Leonide di Cela. Questo vescovo tuttavia, in liste precedenti del medesimo concilio, si firma come "vescovo di Madito o Cela" (Μάδυτα ἤτοι Κύλα). Questa titolatura indica che l'antica sede di Cela fu trasferita nel corso dell'VIII secolo nella vicina città di Madito, e che per un certo periodo, come attesta il concilio niceno, l'antico titolo continuò ad essere usato accanto a quello nuovo di Madito.
Le Notitiae Episcopatuum del patriarcato di Costantinopoli riflettono questa evoluzione. Le più antiche Notitiae, dal VII alla prima metà del IX secolo, riportano solo la diocesi di Cela; con la Notitia attribuita all'imperatore Leone VI e databile all'inizio del X secolo, Cela scompare mentre fa la sua apparizione fra le suffraganee di Eraclea la diocesi di Madito, ininterrottamente documentata nelle Notitiae fino al XIV secolo.
Dopo Leonide, primo vescovo noto di Madito, si conoscono i vescovi Costantino, che partecipò al concilio di Costantinopoli dell'879-880 nel quale venne riabilitato il patriarca Fozio di Costantinopoli, e sant'Eutimio, ricordato nei sinassari al 5 maggio, la cui vita fu scritta dal patriarca Gregorio II di Costantinopoli.
All'epoca dell'imperatore Costantino X Ducas (1059-1067) Madito fu elevata al rango di sede metropolitana. Questa decisione tuttavia causò le rimostranze dei metropoliti di Eraclea, che ottennero dall'imperatore Niceforo III Botaniate (1078-1081) un crisobulo che riconosceva al metropolita di Eraclea il diritto, dopo la morte del metropolita di Madito in carica, di consacrare di nuovo i vescovi per quella sede, che dunque, in linea di principio, ritornava ad essere suffraganea di Eraclea. Questa decisione imperiale sembra confermata dall'esistenza di alcuni sigilli vescovili, databili alla seconda metà dell'XI secolo, dove Niceta e Clemente di Madito sono menzionati come vescovi, e non come metropoliti.
Tuttavia i successivi prelati di Madito sono documentati ancora come metropoliti, benché senza vescovi suffraganei. Tra questi si ricordano: Basilio, che partecipò ai sinodi patriarcali del 1170 e del 1171; Teofane, presente al sinodo del 1197; Costantino Kaleothès, documentato da un sigillo databile al XII/XIII secolo e identificato con il metropolita di Madito, che si rifugiò a Nicea con l'arrivo degli eserciti crociati e che partecipò ad un sinodo patriarcale nel 1209; Isacco e Giacomo, che presero parte alle decisioni sinodali nelle controversie teologiche che videro coinvolti Barlaam di Seminara, Gregorio Acindino e Gregorio Palamas.
L'ultima Notitia Episcopatuum conosciuta, risalente al XV secolo, non accenna più ad una diocesi di Madito. Il titolo ricompare in un documento patriarcale del 1715, unito a quello di Callipoli. La diocesi di Callipoli e Madito fu elevata al rango di sede metropolitana nel dicembre 1901. Sul finire della guerra greco-turca, nell'ottobre del 1922 i greco-ortodossi che abitavano la regione furono fatti evacuare verso la Grecia, prima dell'occupazione definitiva dell'esercito turco. Oggi non esistono più cristiani nell'area dell'antica sede metropolitana di Callipoli e Madito.

### La sede titolare latina
Dal XX secolo Madito è annoverata tra le sedi arcivescovili titolari della Chiesa cattolica; la sede è vacante dal 27 ottobre 1965.
Eubel, nella Hierarchia catholica, riporta una serie di vescovi Maditensis, che probabilmente fanno riferimento ad un'altra sede in partibus. Infatti questa diocesi viene collocata dall'autore in Grecia e non in Tracia, e indicata come suffraganea di Patrasso; inoltre, secondo una lettera di papa Onorio III del 1222, la sede Maditensis fu unita a quella Anidensis, che Eubel ipotizza possa essere quella di Amicle nel Peloponneso. Questi i vescovi documentati: J. (1229), anonimo (1244), Guglielmo, beato Pierre Berland (1456), Giovanni Battista Petrucci (1489).

## Cronotassi

### Arcivescovi greci
- Leonide † (menzionato nel 787)
- Costantino I † (menzionato nell'879)
- Sant'Eutimio † (? - circa 989/996 deceduto)
- Clemente † (XI secolo)
- Niceta † (seconda metà dell'XI secolo)
- Niceforo † (seconda metà dell'XI secolo)
- Nicola † (XI secolo)
- Anonimo † (menzionato nel 1078/1081)
- Basilio † (prima del 1170 - dopo il 1171)
- Teofane † (menzionato nel 1197)
- Costantino II Kaleothès † (prima del 1204 - dopo il 1209)
- Anonimo † (menzionato nel 1259/1282)
- Isacco † (prima del 1341 - dopo il 1347)
- Giacomo † (menzionato nel 1351)

### Arcivescovi titolari
- Heinrich Döring, S.I. † (16 giugno 1921 - 14 luglio 1927 nominato arcivescovo, titolo personale, di Poona)
- Walenty Dymek † (10 maggio 1929 - 3 luglio 1945 nominato arcivescovo titolare di Nicopoli di Epiro)[13]
- Stefano Corbini † (1º ottobre 1946 - 15 ottobre 1952 deceduto)
- Józef Gawlina † (29 novembre 1952 - 21 settembre 1964 deceduto)
- Leo Hale Taylor, S.M.A. † (6 luglio 1965 - 27 ottobre 1965 deceduto)